# Marienstraße (Stralsund)

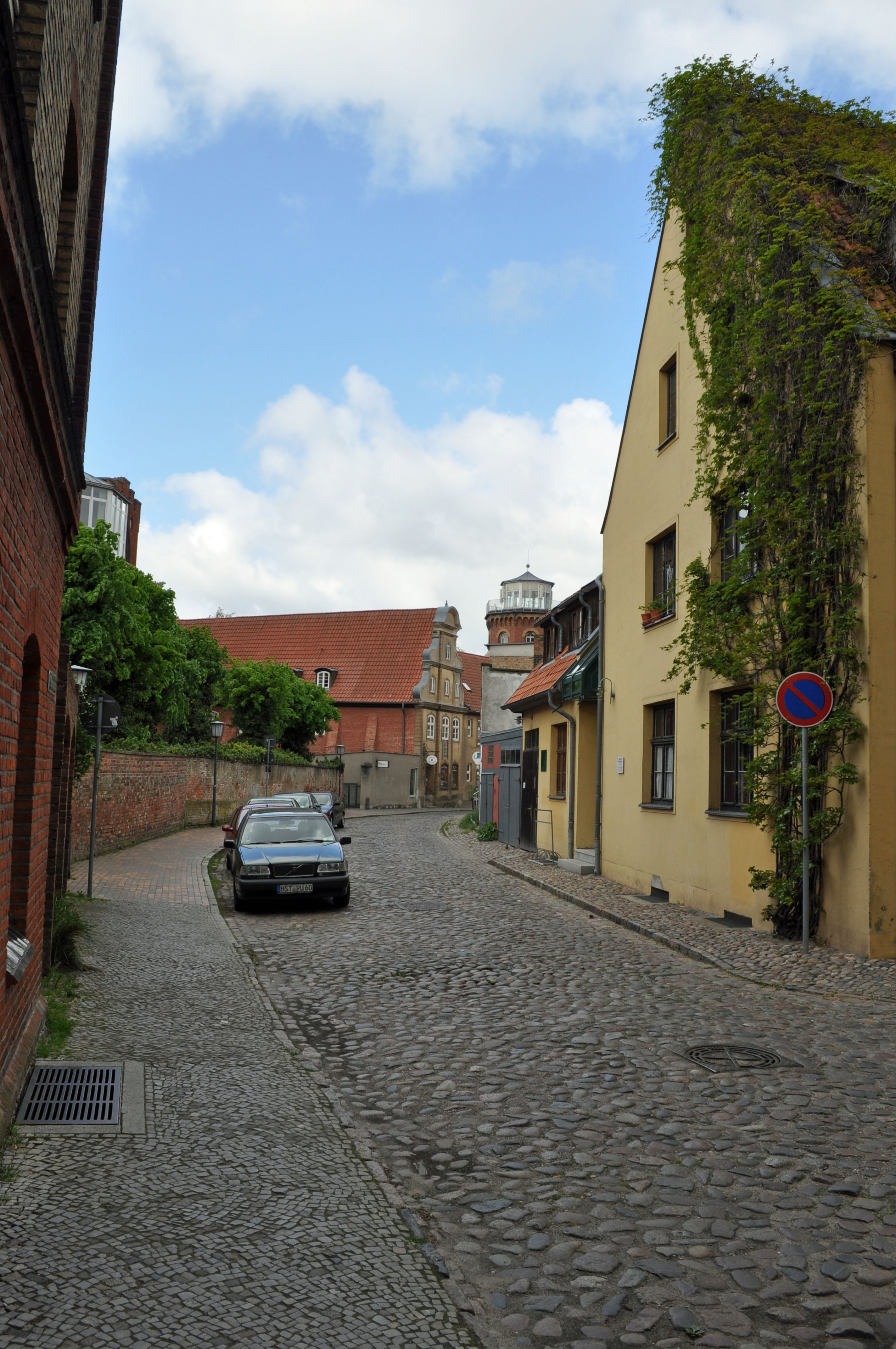
Blick in die Marienstraße (2012)

Die Marienstraße  im Stadtgebiet Altstadt in Stralsund verbindet die Marienchorstraße mit dem Kreuzungspunkt der Straßen Katharinenberg, Tribseer Straße, Tribseer Damm, Knieperwall und Frankenwall. Von der Marienstraße zweigen die Kiebenhieberstraße, der Wichmannsgang und die Henning-Mörder-Straße ab. Sie gehört zum Kerngebiet des UNESCO-Welterbes Historische Altstädte Stralsund und Wismar.
Die südlich der St.-Marien-Kirche entlang führende Straße entstand im Jahr 1869 durch Zusammenlegung von vier Straßen: Hinter St. Marienchor, Hinter St. Marienkirche, Bei dem neuen Marienkirchhof und Am roten Meer.
Hinter St. Marienchor hieß ein kleinerer Abschnitt direkt an der heutigen Marienchorstraße.
Hinter St. Marienkirche hieß der Abschnitt zwischen der Marienchorstraße und der Apollonienkapelle westlich der Marienkirche, ursprünglich ging dieser Abschnitt von der Straße Zipollenhagen bis zur Kapelle.
Bei dem neuen Marienkirchhof war der Name des Abschnitts zwischen der Apollonienkapelle und der Kiebenhieberstraße.
Am roten Meer hieß bis 1869 der Abschnitt zwischen der Kiebernhieberstraße und der Tribseer Straße bzw. dem Tribseer Damm. Die Bezeichnung in deme rodenmere findet sich erstmals im Jahr 1385 in den Urkunden. Meer bedeutete im Niederdeutschen ein seichtes Gewässer; nahe der Marienstraße gelegene Sümpfe oder Teiche gaben der Straße den Namen, die Farbe Rot lässt vermuten, dass das Gewässer stark eisenhaltig war.
Von den Häusern entlang der Marienstraße stehen zwölf unter Denkmalschutz (siehe auch Liste der Baudenkmale in Stralsund), nämlich die Häuser Marienstraße 1, Marienstraße 2, Marienstraße 3, Marienstraße 4, Marienstraße 6, Marienstraße 7–10, Marienstraße 11–13 a, Marienstraße 15, Marienstraße 16, Marienstraße 17, Marienstraße 18 und Marienstraße 19, zudem auch die Apollonienkapelle.